# Ornithoglossum zeyheri
Ornithoglossum zeyheri là một loài thực vật có hoa trong họ Colchicaceae. Loài này được (Baker) B.Nord. miêu tả khoa học đầu tiên năm 1982.